# Distrito electoral federal 5 de Sinaloa
El V Distrito Electoral Federal de Sinaloa es uno de los 300 distritos electorales en los que se encuentra dividido el territorio de México y uno de los 7 en los que se divide el estado de Sinaloa. Su cabecera es la ciudad de Culiacán, Sinaloa.
Está formado por el sector norte del municipio de Culiacán.

## Diputados por el distrito
- LVI Legislatura
  - (1994 - 1997): Jorge Abel López Sánchez (PRI)
- LVII Legislatura
  - (1997 - 1998): Gustavo Adolfo Guerrero Ramos (PRI)
  - (1998 - 2000): Martha Sofía Tamayo Morales (PRI)
- LVIII Legislatura
  - (2000 - 2003): Aarón Irizar López (PRI)
- LIX Legislatura
  - (2003 - 2006): Irma Moreno Ovalles (PRI)
- LX Legislatura
  - (2006 - 2009): Eduardo Ortiz Hernández (PAN)
- LXI Legislatura
  - (2009 - 2012): Aarón Irizar López (PRI)
- LXII Legislatura
  - (2012 - 2015): Jesús Antonio Valdés Palazuelos (PRI)
- LXIII Legislatura
  - (2015 - 2017): Manuel Clouthier Carrillo (Independiente)
  - (2017 - 2018): María del Rocío Zazueta Osuna (Independiente)
- LXIV Legislatura
  - (2018 - 2021): Yadira Santiago Marcos
- LXV Legislatura
  - (2021 - 2024): Yadira Santiago Marcos
- LXVI Legislatura
  - (2024 - 2027): Jesús Ibarra Ramos

## Resultados electorales

### 2015
| <div style="background-color:#40E0D0; width: Expresión errónea: operador / inesperadopx; height: 12px;"> | % |

| <div style="background-color:#F5DEB3; width: Expresión errónea: operador / inesperadopx; height: 12px;"> | % |

|  | 100.00 % |

### 2012
|  | Partido Acción Nacional                                           |  | Carlos Humberto Castaños Valenzuela |
|  | Partido Revolucionario Institucional                              |  | Jesús Antonio Valdés Palazuelos     |
|  | Coalición Movimiento Progresista (PRD, PT y Movimiento Ciudadano) |  | Mario Imaz López                    |
|  | Partido Verde Ecologista de México                                |  | Carlos Dirceu Alvarado Arámburo     |
|  | Nueva Alianza                                                     |  | Paola Moncayo Leyva                 |